# Marianne Rokne
Marianne Rokne, född den 9 mars 1978 i Bergen, Norge, är en norsk handbollsspelare.

## Karriär

### Klubblagsspel
Hon spelade för den norska klubben Tertnes IL och de danske klubbarna Århus SK, Aalborg DH og GOG Svendborg TGI. Hon återvände 2009 till Tertnes och avslutade karriären där 2013.Den hårtskjutande niometersspelaren växte upp på Åsane i Bergen och är utbildad förskollärare. Handbollkarriären startade i Tertnes då hon var tio år gammal, och det är den enda norska klubb hon har spelat för. Allerede som 13-åring fick hon träna med A-laget i Tertnes, och som 16-åring 1994) debuterade hon i elitserien i Norge

### Landslagsspel
Hon var med i Norges lag som blev  världsmästare under VM  1999. 2006 var hon med på det norske laget som blev europamästare i Sverige 2006. Hon har också  ett silver från VM 2001 i Italien och ett OS-brons från OS  2000 i Sydney.